# Sillegny
Sillegny és un municipi francès, situat al departament del Mosel·la i a la regió del Gran Est. L'any 2007 tenia 457 habitants.

## Demografia

### Població
El 2007 la població de fet de Sillegny era de 457 persones. Hi havia 156 famílies, de les quals 20 eren unipersonals (4 homes vivint sols i 16 dones vivint soles), 56 parelles sense fills, 76 parelles amb fills i 4 famílies monoparentals amb fills.
La població ha evolucionat segons el següent gràfic:
Habitants censats

### Habitatges
El 2007 hi havia 171 habitatges, 166 eren l'habitatge principal de la família, 2 eren segones residències i 3 estaven desocupats. 165 eren cases i 5 eren apartaments. Dels 166 habitatges principals, 150 estaven ocupats pels seus propietaris, 14 estaven llogats i ocupats pels llogaters i 2 estaven cedits a títol gratuït; 7 tenien tres cambres, 33 en tenien quatre i 126 en tenien cinc o més. 152 habitatges disposaven pel capbaix d'una plaça de pàrquing. A 54 habitatges hi havia un automòbil i a 100 n'hi havia dos o més.

### Piràmide de població
La piràmide de població per edats i sexe el 2009 era:
| Homes | Edats   | Dones |
| ----- | ------- | ----- |
| 0     | 95 o +  | 0     |
| 0     | 90 a 94 | 0     |
| 0     | 85 a 89 | 4     |
| 4     | 80 a 84 | 4     |
| 0     | 75 a 79 | 4     |
| 8     | 70 a 74 | 4     |
| 12    | 65 a 69 | 8     |
| 8     | 60 a 64 | 8     |
| 28    | 55 a 59 | 16    |
| 0     | 50 a 54 | 20    |
| 0     | 45 a 49 | 0     |
| 28    | 40 a 44 | 24    |
| 20    | 35 a 39 | 24    |
| 8     | 30 a 34 | 0     |
| 4     | 25 a 29 | 4     |
| 4     | 20 a 24 | 8     |
| 12    | 15 a 19 | 12    |
| 24    | 10 a 14 | 8     |
| 4     | 5 a 9   | 12    |
| 4     | 0 a 4   | 8     |

## Economia
El 2007 la població en edat de treballar era de 301 persones, 229 eren actives i 72 eren inactives. De les 229 persones actives 223 estaven ocupades (116 homes i 107 dones) i 6 estaven aturades (2 homes i 4 dones). De les 72 persones inactives 28 estaven jubilades, 31 estaven estudiant i 13 estaven classificades com a «altres inactius».

### Ingressos
El 2009 a Sillegny hi havia 163 unitats fiscals que integraven 425 persones, la mediana anual d'ingressos fiscals per persona era de 21.641 €.

### Activitats econòmiques
Dels 12 establiments que hi havia el 2007, 1 era d'una empresa de fabricació d'altres productes industrials, 1 d'una empresa de construcció, 5 d'empreses de comerç i reparació d'automòbils, 2 d'empreses de transport, 1 d'una empresa immobiliària, 1 d'una empresa de serveis i 1 d'una empresa classificada com a «altres activitats de serveis».
Dels 3 establiments de servei als particulars que hi havia el 2009, 1 era un taller de reparació d'automòbils i de material agrícola, 1 lampisteria i 1 agència immobiliària.
L'únic establiment comercial que hi havia el 2009 era una carnisseria.
L'any 2000 a Sillegny hi havia 6 explotacions agrícoles.

## Equipaments sanitaris i escolars
El 2009 hi havia 1 escola maternal integrada dins d'un grup escolar amb les comunes properes formant una escola dispersa i 1 escola elemental integrada dins d'un grup escolar amb les comunes properes formant una escola dispersa.

## Poblacions més properes
El següent diagrama mostra les poblacions més properes.